# بوب أتكينز (لاعب كرة قدم أمريكية)
بوب أتكينز (بالإنجليزية: Bob Atkins)‏ هو لاعب كرة قدم أمريكية أمريكي، ولد في 2 أبريل 1946 في أتلانتا في الولايات المتحدة.

## وصلات خارجية
- بوب أتكينز على موقع مرجع كرة القدم المحترفة.كوم (الإنجليزية)